# NGC 6771
NGC 6771 is een balkspiraalstelsel in het sterrenbeeld Pauw. Het ligt 183 miljoen lichtjaar van de Aarde verwijderd en werd op 11 augustus 1836 ontdekt door de Britse astronoom John Herschel. NGC 6771 vormt samen met NGC 6769 en NGC 6770 een kleine groep van 3 sterrenstelsels. Deze groep heeft de bijnaam Masker van de duivel (Devil's Mask) gekregen, en staat op 1 graad ten zuidoosten van de bolvormige sterrenhoop NGC 6752.

## Synoniemen
- ESO 141-50
- AM 1923-603
- PGC 63049